# مسألة التقطيع

تقطيع دوديني (Dudeney) لمثلث متساوي الأضلاع وإعادة ترتيب أجزائه في شكل مربع

في الهندسة، مسألة التقطيع هي مسألة تجزئة شكل هندسي (مثل متعدد أكناف أو كرة مصمتة) إلى أجزاء أصغر يمكن إعادة ترتيبها في شكل جديد متساوي المحتوى. يُطلق على التجزئة في هذا السياق ببساطة تقطيع (من متعدد أكناف إلى آخر). يشترط عادةً أن يَستخدم التقطيع عددًا محدودًا فقط من الأجزاء. بالإضافة إلى ذلك، لتجنب المشكلات النظرية المجموعاتية المتعلقة بمفارقة باناخ وتارسكي ومسألة تربيع الدائرة لِتارسكي، عادةً ما يشترط أن تكون الأجزاء حسنة السلوك. على سبيل المثال، قد تكون مُقتصَرة بكونها غُلاقة مجموعات مفتوحة منفصلة.